# 소르칵타니 베키
소르칵타니 베키 카툰(몽골어: ᠰᠣᠷᠬᠠᠭᠲᠠᠨᠢ
ᠪᠡᠬᠢ
ᠬᠠᠲᠤᠨ Sorqoqtani Beki Khatun, Сорхагтани Бэхи Хатан, 페르시아어: سرقویتی بیگی Sūrqaqtanī Bīkī, , 한국 한자: 唆魯合貼尼妃 可敦 사로합첩니 비 가돈, 1190년 ~ 1252년 2월 12일 또는 3월 11일)는 몽골 제국의 황족이자 추존황후로 칭기스 칸의 4남 툴루이의 아내이며, 뭉케, 쿠빌라이, 훌레구, 아릭 부케의 어머니이다. 몽골비사에는 사아합흑탑니 별흘(莎兒合黑塔尼 別乞)로 나타난다.
남편 툴루이의 급사 후, 귀위크와 재혼시키려는 오고타이 칸의 제안을 거절했다. 귀위크와 주치가문의 바투의 갈등을 이용, 킵차크 한국의 바투와 교류하며 오고타이 가문의 동태, 몽골 본국 내부의 정보를 바투에게 제공했으며 바투 등과의 동맹을 체결, 몽케의 즉위를 지원하였다. 그는 자신의 아들 몽케 칸이 대칸에 오르도록 멀리 있던 킵차크 한국의 주치 가문과 연대하며, 아들의 대칸위에 오르도록 물믿 활동하였다. 1266년 10월 태묘가 건립되면서 장성황후(莊聖皇后)에 추존되고, 1310년 현의의 시호가 추가되어 현의장성황후(顯懿莊聖皇后)가 되었다. 몽골식 존호는 사인 예케(Cайн Еке)로, 좋은 어머니라는 뜻이다.

## 생애

### 생애 초반
소르칵타니 베키는 1190년 케레이트부 자하 감보와 그의 아내 바이시 혹은 바사이(Васай)의 셋째 딸로 태어났으며, 정확한 생일은 전하지 않는다. 그녀는 케레이트족으로 케레이트 부족의 지도자였으며, 칭기즈칸의 의부였던 옹 칸의 질녀로 그의 동생 자하 캄보의 셋째 딸이다.
아버지 자하 감보는 본명은 케레이데이로, 몽골어로 군중을 뜻한다. 한때 서하인과의 전쟁 때 포로로 붙잡혔다가 살아 돌아왔다. 이때 자하 감보로 개명했는데, 자하 감보는 티베트어로 수감 포로, 또는 광대하다는 뜻이다. 후일 칭기즈 칸에게 협력하고, 토그릴 옹 칸과 함께 칭기즈 칸의 메르키트 점령에 출전하여 1만 병사를 이끌었다 한다. 어머니 바이시 혹은 바사이는 이름만 전하고, 친정 부족 혹은 친정 가문의 기록은 전하지 않는다. 그녀의 형제 자매에 대한 기록은 단편적이라서 언니 이바카 베키, 벡투르미시 푸진과 이름이 전하지 않는 여동생 1명이 기록에 전한다.
소르칵타니는 네스토리우스파 기독교도였으며 현명하였다. 그러나  그는 문맹이었지만 상당히 똑똑하고 영리한 여성이었다 한다. 그녀의 어린 시절에 대한 기록은 전하지 않는다.
1203년 자하 감보는 자신의 딸과 지참 노비들을 칭기즈칸에게 바쳤고, 그녀는 툴루이에게 시집갔다. 언니 이바카 베키는 칭기즈 칸의 후궁의 한 사람이 됐고, 다음 벡투트미시 푸진은 칭기즈 칸의 장남 주치의 부인의 한 사람이 되었다. 이름이 전하지 않는 다른 여동생 1명은 옹구트 부족장의 아들에게 주었다 한다. 1204년 케레이트부는 칭기즈 칸과의 전쟁에서 패배하였다. 옹 칸이 칭기스 칸과 대립하다가 패하고 같은 기독교도였던 나이만인에게 살해당했다. 그러나 그의 아버지 자하감보는 이전에 자발적으로 칭기즈 칸과 합류하여 메르키트족을 격퇴하는데 도움을 주었기 때문에, 그의 가족은 처벌받지 않았다.
아버지 자하 캄보는 처음에는 칭기즈 칸에게 항복했으나, 1204년 토크토아의 반란에 호응했다가 칭기즈 칸의 먼 친척인 주르체데이에게 체포, 처형되고,세력은 와해되었다. 아버지 자하 감보는 1328년까지 생존했다는 설도 있다. 후일 칭기즈 칸은 이바카와 이혼하라는 악몽을 꾸었다는 이유로, 자신의 후궁이자, 그녀의 언니 이바카 베키를 다시 주르체데이 장군에게 주고, 지참금을 이바카에게 돌려주어 보냈다. 그러나 이바카에게 카툰의 지위는 인정해주었다. 이바카는 소르칵타니와도 자주 만나 그의 자문이 되어주었다.
소르칵타니는 그 자신이 문맹이었지만, 그녀는 그렇게 멀리 떨어진 제국을 운영하려면 언어 문해력의 가치를 인식했다. 그의 아들들은 몽골어 외에도 각지의 언어를 배우게 했다. 네스토리우스 기독교인인 소르각타니는 다른 종교를 존중했고, 이는 그녀의 아들들에게도 영향을 주었다. 네스토리우스교파 기독교인이면서도 무슬림들에게도 호의적이었다.

### 결혼 이후

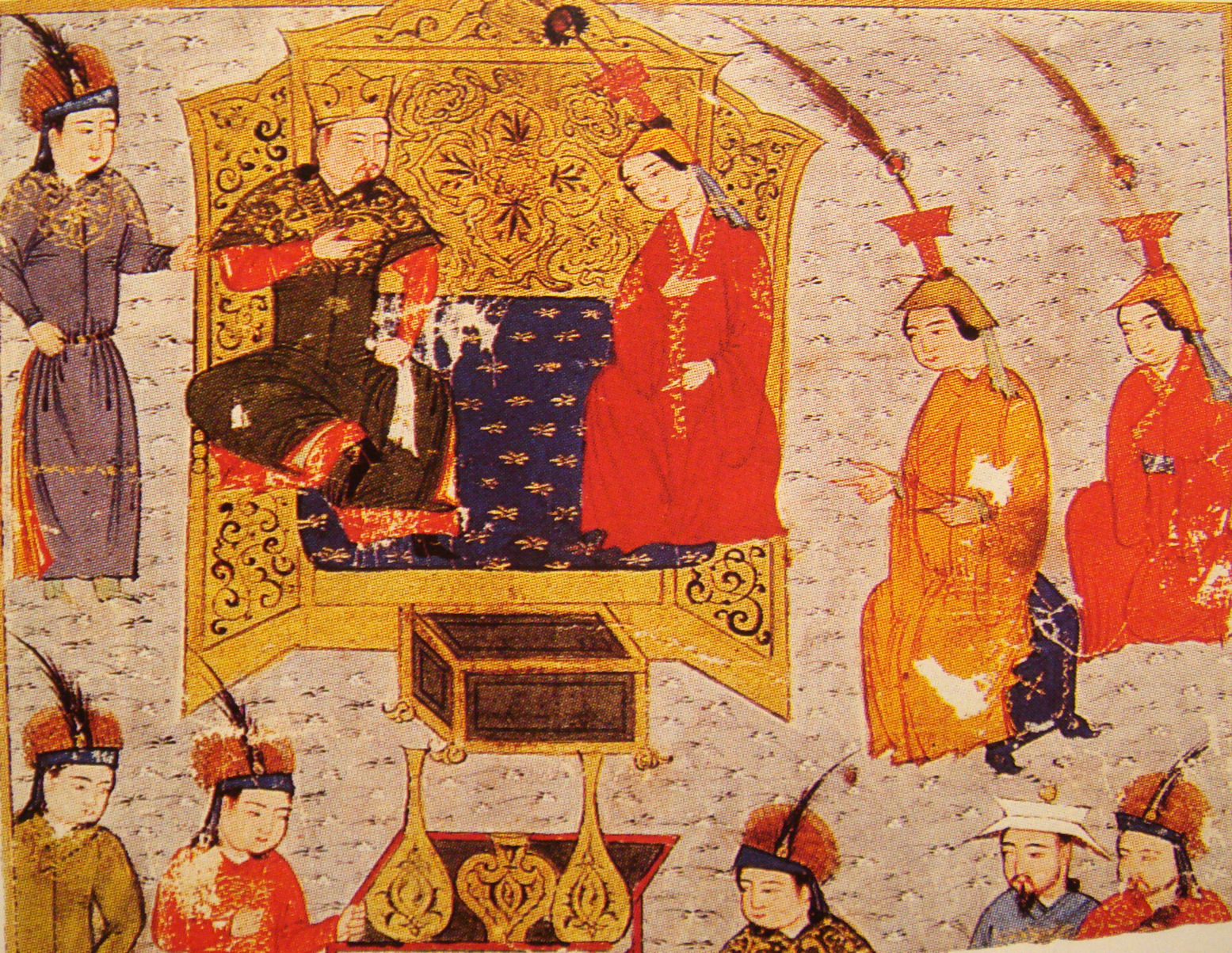
툴루이와 소르칵타니 베키

소르칵타니는 상당히 똑똑한 여성이라는 평을 받았다. 그 심모원려를 두고 라시드 알딘은 칭기즈 칸의 어머니 호엘룬에 비교하였다. 남편이 죽은 후 둘 다 자녀를 키웠고, 어머니의 헌신적인 노력 덕분에 자녀들은 권력을 얻을 수 있었다고 한다. 페르시아의 사서 집사에 의하면 툴루이 칸의 카툰들 중에서 최상위하고 가장 사랑받은자는 그녀였다(بزرگترين و محبوب ترين خواتين تولوی خان او بود) 한다. 집사에는 소르칵타니 베키는 호엘룬보다는 좀 더 융통성있고 탄력적인 인물로 묘사된다. 라시드 알딘은 그녀를 총명하고 영리한 여성, 능력이 있으며, 강인한 인물로 세계의 여성들 사이에 우뚝 선 인물이라는 인물평을 남겼다. 라시드 알딘은 그는 매우 지능적이고 유능한, 영리한 인물, 세계에서 가장 똑똑한 여자, 그녀가 사촌보다 아들들의 능력을 들어올리고 카안과 황제의 계급에 도달하게 한 것은, 그녀의 지성과 책략과 능력을 통해 이뤄냈음을 의심의 여지가 없다고 평하였다. 아타 말릭 주베이니의 세계정복자의 역사에 의하면 소르칵타니는 깊은 꾀와 미래를 내다보는 심모원려한 면모가 있었고, 재치있고, 결단력이 있는 인물이라 하였다.
칭시스 칸의 사후 쿠릴타이에서 몽골 족장들은 톨루이를 새로운 대칸으로 선출하였지만, 톨루이는 그것을 사양하고 1229년 쿠릴타이에서 그의 형 우구데이에게 양위하였다. 몽골 족장들은 막내 아들이 아버지를 계승한다는 전통에 따라 이와 같이 결정하였으나, 톨루이가 당시 가장 강한 군대를 보유하고 있었다는 점도 영향을 미쳤다.
톨루이보다 소르칵타니로부터 얻은 그의 네 아들로 이루어진 톨루이 가문 사람들은 몽골 제국의 운명에 중요한 역할을 하였다. 그의 아들은 뭉케와 쿠빌라이, 훌레구, 아릭 부케였다. 뭉케는 제4대  칸이 되었고, 쿠빌라이는 제5대 카안이 되고, 훌라구는 일 한국의 건국자, 아리크부케는 몽케 칸 사후 쿠빌라이와 대립 칸이 되었다.
딸은 조국공주 투무겐(赵国公主 獨木干 Думуган), 노국공주 에센부카(鲁国公主 也速不花)였다. 조국공주 투무겐은 알라카이 베키와 그의 두번째 남편 오구트 부 진구의 아들 옹기라트부 섭고태(聶古台)와 결혼했다가 섭고태 사후, 섭고태의 동생 찰홀(察忽)이 수계하였다. 노국공주 에센부카는 보르테 우진 카툰의 친정 조카 옹기라트부 알진(斡陳)과 결혼했다.
몽골의 율법 야삭에 의하면 아이들은 세례를 받을 수 없었다. 그러나 그녀의 아이들은 그녀가 기독교 신앙을 유지하는 것을 막지는 않았다. 이는 후일 몽골 제국 사회에서 종교적 관용의 주요 사례로 종종 언급되었다.

### 남편 사후

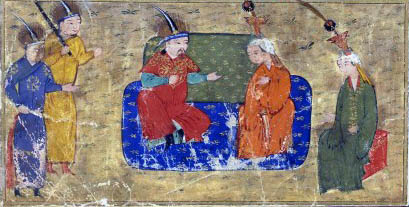
소르각타니 베키와 남편 툴루이 초상화, 자미 알 타와리 작(15세기)

그녀의 남편 툴루이는 동몽골과 북중국을 울루스로 하였는데 1232년 음력 9월 술 과음 혹은 독살로 사망하였다. 일설에는 퇴레게네 카툰에 의한 모살설이 있다. 소르칵타니는 툴루이 일가의 영지를 관리하였다. 그리고 소르칵타니는 집정이되었고 우구데이는 그의 아들 구육을 그녀와 결혼시키려하였다. 그러나 그녀는 어린 아들들을 돌봐야 된다며 거절하였다. 이 결정은 몽골제국의 형성에 가장 중요한 것중의 하나로 판명되었다. 뒤에 구유크와 갈등하던 킵차크 한국의 바투느는 소르칵타니에게 몽케에게 울루스 대신 대칸 위에 올릴 것을 제의하기도 했다. 일설에는 바투 칸의 생모가 소르칵타니 베키와 사촌간이라는 설도 있다. 우구데이 칸은 그가 "자녀들에 대한 극도의 애정을 가지고 있다"고 말하고 "세계에서 가장 똑똑한 여성"인 소르카그타니에게 툴루이 울루스와 군대를 관할하는 모든 업무를 이전하라고 지시했다.
1236년 오고타이 칸에게 허베이 성의 일부를 그녀의 영토로 요청했고, 오고타이 칸은 머뭇거렸으나 오래가지 않았다. 그녀는 그녀의 남편이 금나라 원정 시 허베이 성 일대를 정복했기 때문에 그 장소는 어쨌든 툴루이의 몫이라고 지적하고 오고타이는 요구를 수락하였다. 그러나 오고타이 칸은 또한 툴루이의 일부 영토를 점령하고 소르칵타니 베키의 병사 대부분을 빼앗아 거두어갔다.
오고타이 칸은 툴루이의 영지의 4천호를 자신의 아들 코단에게 주었다. 툴루이 가문의 측근 대신들은 이에 불복하였으나, 소르칵타니는 툴루이의 측근 대신들에게 대칸의 뜻이라며 간곡히 설득, 한편으로 코단을 잘 구슬리기도 했다. 후일 소르칵타니는 코단에게 차기 대칸으로, 자신의 일가를 지지하도록 설득하였다. 소르칵타니 베키 자신은 네스토리우스 기독교도였으나, 툴루이의 영지 내에서는 종교의 자유를 허용하였다. 한편으로 각 종교의 율사와 종교학자들을 초빙하였고, 유학자들을 우대하였다. 주로 유교를 내세워 비상시에 대처하였다. 그녀는 남편 사후 몽골 제국의 관습법인 야삭을 위반하는 행동을 한번도 하지 않아 명망을 쌓았고, 구유크 칸은 후일 그를 칭찬하였다.
소르칵타니는 비밀리에 몽케를 킵차크 한국의 바투에게 보내, 대칸의 자리를 제안했으나, 바투는 몽케에게 대칸위를 제안하였다.

### 킵차크한국 바투와의 연대
1241년 12월 11일 오고타이 칸이 갑자기 죽자 몽골의 황족들과 유력 귀족들은 돈을 긁어 모으려고 패부(牌符)를 대량으로 발행하였다. 그러나 소르칵타니만이 패부 남발을 하지 않아 귀족, 식자들의 명망을 얻었다.
1246년 구유크가 칸위에 오른 뒤, 소르칵타니와 그녀의 아들들을 칭찬하였다. 이는 1242년 이후 자기 의지를 억제하고, 몽골의 관습 야삭을 철저하게 지켰다는 것이 이유였다. 그는 당시 카스피해 북부와 불가리아 사이에 있던 주치가문의 바투에게 비밀리에 사람을 보내 연락하였다. 바투와 소르각타니 베키는 구유크의 즉위에 불만을 품고 서로 긴밀하게 연락하였다. 킵차크 한국의 바투는 툴루이 울루스에 만족하기 보다 장남 몽케 칸을 대칸으로 앉힐 것을 그에게 제의하였다.
1248년 봄, 구유크는 이틸 해안의 기후가 건강에 좋다는 구실로 대규모의 군대를 이끌고 서부로 갈 계획을 세웠다. 구유크 칸은 서방 원정군 재조직을 계획, 바투에게 지휘관을 맡겼으나 바투는 거절했고 구유크는 바투를 토벌할 계획을 세웠다. 소르칵타니는 구유크가 그의 오랜 적 바투와 전쟁을 결심했다고 의심, 비밀리에 바투에게 알려주었다. 바투는 귀위크 칸의 소환령을 듣고 대규모 군사를 이끌고 동쪽으로 진군해 왔다. 일설에는 소르칵타니 베키가 구유크 칸이 대규모 군사를 이끌고 공격 준비한다는 소식을 바투에게 알리고, 바투가 1248년 4월 자객을 보내 귀위크 칸을 비수바리쿠 근처에서 암살했다는 설이 있다. 일설에는 소르칵타니 베키가 직접 사람을 보내 귀위크 칸의 암살에 관여했다는 설도 있다.

### 생애 후반
소르칵타니는 바투와도 연락을 주고 받았는데, 오고타이 일족의 동태와 몽골 본국의 정황을 바투에게 수시로 알리기도 했다. 소르칵타니는 바투와의 연락을 비롯, 주치 가문의 종왕들의 지지를 얻으려 노력하였다. 귀위크 칸은 바투에게 소환령을 내렸지만, 소르칵타니는 구유크가 그를 치려 한다는 사실을 전달했다. 바투는 본국의 상황을 알고 대군을 이끌고 왔다. 귀위크는 바투를 치러 군사를 일으키던 중 사마르칸트에서 사망했다. 소르칵타니 베키는 귀위크 칸의 장례식에 귀한 직물을 부조금으로 보냈다.
1251년 6월의 쿠릴타이에서 그녀의 장남 몽케가 대칸으로 추대되었지만 오고타이계와 차가타이계 왕자들이 반대하였다. 오굴 카미시 카툰은 오고타이 칸이 내세운 후계자 시레문이 있음을 들어 반대했고, 쿠릴타이에서 몽케의 추대를 번번히 반대했으며, 1251년에는 자신의 측근을 대신 보내기도 했다. 1251년 7월 1일의 쿠릴타이에서 바투 등의 지원을 얻은 그의 아들 몽케가 대칸이 되었다. 아타 말릭 주베이니의 세계정복자사에 의하면 소르칵타니 베키는 당시 몽골 종왕들과 부족장, 군민들에게 선물을 암암리에 보내고 친교를 맺어, 이들의 광범위한 지지를 얻어 대칸위를 탈취할 수 있었다 한다.
네스토리우스 기독교인인 소르칵타니는 그 자신이 기독교인임에도 불구하고 무슬림들 에게 보호와 호의를 제공했다. 그녀는 부하라 에 있는 카니야 마드라사(이슬람 신학교) 건설에 은색 발리쉬 천 은화를 기부하였고, 유명한  샤이크 세이프 알 딘 바하르지(Sheikh Seif al-Din Baharzi)에게 그의 수탁자로 지정, 관리를 의뢰하였다. 그녀는 또한 여러 마을에 마드라사를 짓는 데에도 기부하였다. 또한 여러 땅을 구입, 와크프로 기증하였다.
몽케 칸 즉위 후, 몽케칸의 즉위를 반대하던 오굴 카미시 카툰의 재판을 주관하고 처형을 지시하였다. 오굴 카미시 카툰과 시레문의 모친 카다카치 카툰은 체포되었다. 오굴 카미시 카툰은 벌거벗겨진 채 소르칵타니 베키 등의 앞에서 고문을 받았고, 이내 살해되었다. 소르칵타니는 뭉케 칸의 즉위 몇달 후인 1252년 2월 12일 혹은 3월 11일 몽골의 신년 축제 중에 병으로 죽었다.

### 사후
동시대를 살던 시리아 정교회 주교 그레고리 바르 헤브라에우스(Bar Hebraeus) 또는 이븐 알 이브리는 만약 내가 이런 여자를 세계 인종 사이에서 볼 수 있다면, 나는 여성의 능력이 남성의 힘보다 훨씬 우수했다고 말할 수 있다고 평가했다. 라시드 알딘은 집사에서 그의 아들들이 몽골 제국의 대권을 맡은 것은 그의 책략과 능력의 비상함과 바투의 도움과 도움 때문이었다, 톨루이가 죽은 후 그녀의 노력과 헌신, 능력과 지능의 결과 덕분이라는 평을 남겼다.
그는 네스토리우스파 기독교도였으므로 시신은 감숙성 장예시(張掖市)의 교회에 안치되었다. 매장지는 셀렝가강 근처 부라 운두르(Bura Undur)에 매장되었다는 설도 있다. 페르시아계 사서 집사에 의하면 소르칵타니는 칭기즈 칸의 네명의 아들처럼 국가의 네 기둥이 된, 존귀한 네 아들의 어머니라고 평하였다. 
1261년 아들 몽케 카안이 아버지 툴루이를 카안으로 추존하면서 그녀도 황후로 추존됐다. 처음 당비(唐妃)로 추존됐다가 존호는 장헌성태후(莊獻聖太后), 시호는 장성황후였다가 1310년 1월 7일 원 무종 카이산 칸이 현의의 시호를 가상하여 현의장성황후(顯懿莊聖皇后)가 되었다.
몽골식 존호는 사인 예케(Cайн Еке)로, 좋은 어머니라는 뜻이다. 존호가 붙여지거나 추서된 시점은 불분명하며, 티베트의 사서 홍사에 사인 예케 소르칵타니 베키의 큰 아들 뭉케 카안은 9년간 재위하였다고 언급되어 있다.

## 가족 관계
- 남편 : 툴루이(拖雷)
  - 장남 : 몽케(蒙哥)
  - 4남 : 쿠빌라이(忽必烈)
  - 6남 : 훌라구(旭烈兀)
  - 7남 : 아리크 부케(阿里不哥)
    - 장녀 : 노국대장공주 야속불화(魯國大長公主 也速不花) - 홍길랄 알진(弘吉剌 斡陳, 보르테 우진 카툰의 친정 조카)에게 하가(下嫁)
    - 차녀 : 독목간 공주(獨木干 公主) - 홍길랄 섭고태(弘吉剌 聶古台, 알라카이 베키와 그의 두번째 남편 오구트 부 진구의 아들)에게 하가(下嫁), 섭고태 사후 그의 동생 홍길랄 찰홀(弘吉剌 察忽)과 재혼

## 같이 보기
- 옹 칸
- 케레이트
- 자하 캄보